# Misie z Niedźwiedziej Krainy
Misie z Niedźwiedziej Krainy (ang. The Berenstain Bears) – kanadyjsko-australijsko-amerykański serial animowany wyprodukowany w latach 1985-1986. 

## Wersja polska
W Polsce emitowany w paśmie wspólnym tv lokalnych (TVP Regionalna) w latach 1997-1998. Pierwszy odcinek wyemitowano 3 listopada 1997.

## Spis odcinków
Serial składa się z dwóch serii, każda po 26 odcinków.
- 1.
- 2.
- 3.
- 4.
- 5.
- 6. Sprawność wodniaka
- 7.
- 8. Obrońcy starego orzesznika
- 9. Sprawność odkrywcy[1]
- 10. Zaginiona kość dinozaura[2] / The Missing Dinosaur Bone
- 11. Tańczące pszczoły[3] / The Dancing Bees
- 12. Zaginiony miód[4] / The Disappearing Honey
- 13. Tańczące pszczoły[5] / The Dancing Bees
- 14. Straszliwy termit[6] / The Terrible Termite
- 15. McŁotr i sztuka hipnozy[7]
- 16. W obronie pszczół[8] / Save the Bees
- 17. Problemy Wielkiej Łapy[9] / The Bigpaw Problem
- 18. Przyjaciele Wielkiej Łapy[10]
- 19. Kometa Galileusza Grizli[11] / The Great Grizzly Comet
- 20. Miauczenie kota[12] / The Cat's Meow
- 21. Kaszlący sum[13] / The Coughing Catfish
- 22. Kradzież we dworku[14] / The Mystery Mansion
- 23. Lodowy potwór[15] / The Ice Monster
- 24. Kryształowa kula[16] / The Crystal Ball Caper
- 25.
- 26.